# Preignac
Preignac – miejscowość i gmina we Francji, w regionie Nowa Akwitania, w departamencie Żyronda.
Według danych na rok 1990 gminę zamieszkiwały 1992 osoby, a gęstość zaludnienia wynosiła 150 osób/km² (wśród 2290 gmin Akwitanii Preignac plasuje się na 214. miejscu pod względem liczby ludności, natomiast pod względem powierzchni na miejscu 864.).